# 銀行山

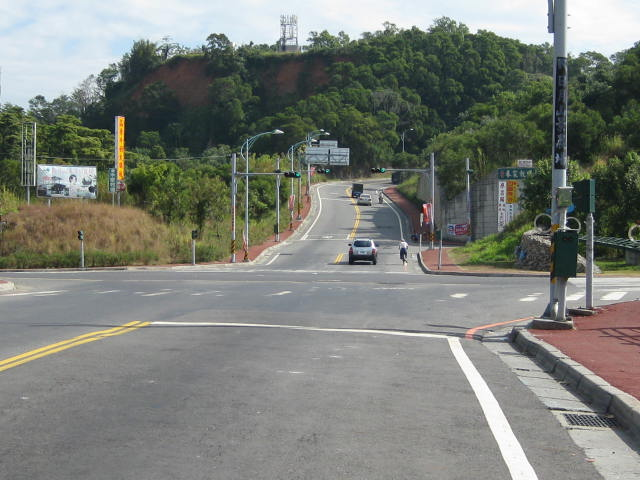
銀行山全貌

銀行山是台灣中部旅遊景點，位於彰化市東南方。銀行山周邊土地多數屬於彰化銀行而得名，因此涵蓋範圍彰化市石牌里東稜一帶。多數人泛指銀行山即是二崩崁山，二崩崁山又名壽樂山，海拔高度232公尺，是彰化市至高點，屬於八卦山脈北麓一座丘陵地。目前，銀行山周邊有五家乳牛牧場。因銀行山地勢之高，享有視野廣闊，賞景之趣，能看到彰化平原、大肚山、台中盆地、九九峰、草屯等地區。

## 交通
由彰化縣政府規劃八卦山脈自行車登山路線，以下四條道路為銀行山自行車登山路線範圍：
1. 台74甲線：由銀行山西麓經過，與139號縣道交叉，在這個交叉路口上往東可看見銀行山[5]。
2. 139縣道：在139縣道旁有豎立鐵褐色為底色的指標寫著「銀行山」。
3. 水月台路：是進出銀行山的主要道路，連接彰化東外環道、139號縣道。
4. 石牌路：是石牌里道路之一，依山麓東側順行而下，通往彰南路。

## 外部連結
- 彰化市公所 【銀行山休憩區】[永久]
- 地名詳細資料 銀行山[永久]